# 네거티브 시스템
네거티브 시스템(Negative system)은 원칙적으로는 수출입을 자유화하고 예외적으로 수출입을 제한하여 금지하는 품목만을 규정하는 무역제도로, 이때 금지하는 품목을 네거티브리스트(negative list)라 한다. 이 제도의 목적은 무역자유화의 폭을 넓히고 국내산업의 체질을 개선하며 일반인의 소비생활을 향상시키는 데 있으며, 우리나라에서도 채택하고 있다. 포지티브시스템과 반대이고 블랙리스트와 유사하다.